# Walter Lange

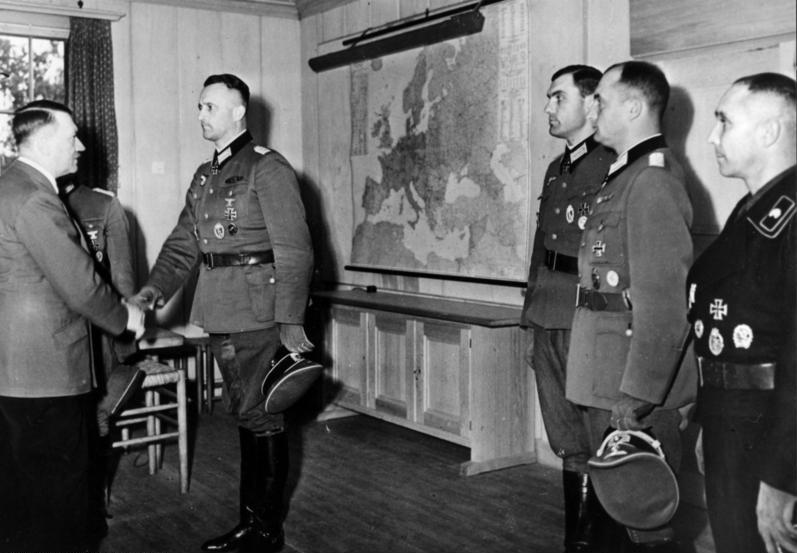
Walter Lange saludando a Hitler durante una ceremonia de condecoraciones en Wolfsschanze el 15 de septiembre de 1943.
Aparecen Franz Bäke (extremo derecho), Günther Pape, Theodor Tolsdorff y Paul Schultz

Walter Lange (Berlín, Alemania; 14 de julio de 1898 - Osnabrück; 30 de octubre de 1982) fue un doctor en odontología y militar alemán con el grado de coronel de reserva de la Wehrmacht, condecorado con las Hojas de roble de la Cruz de Caballero por sus méritos en el Frente del Este durante la Segunda Guerra Mundial.

## Biografía
Lange nació en 1898 en Berlín, a los 18 años en 1916 se unió como soldado voluntario de infantería en el Reichswehr durante la Primera Guerra Mundial luchando en el Frente Occidental consiguiendo la Cruz de Hierro de Primera Clase.  
Finalizada la contienda, permaneció en el ejército como reservista alcanzando el grado de teniente en 1923.
En 1929, se retiró temporalmente del ejército para estudiar odontología en la Universidad de Berlín graduándose en 1934 con el grado de doctor en esa rama de la salud.
En 1936, vuelve a ser admitido en las filas del ejército, siempre como reservista alcanzando el grado de capitán (Hauptmann) en la sección de transportes de la Wehrmacht en 1938.
En 1939, en los inicios de la Segunda Guerra Mundial, es llamado como capitán reservista en las filas de la Wehrmacht siendo adjuntado al Regimiento de Infantería n.º 162 Landwehr tomando parte en la Campaña de Polonia, terminando esta campaña en el Regimiento de Infantería n.º 43.
En mayo de ese año se le confiere la comandancia del 2º batallón de ese regimiento.
En los inicios de la Operación Barbarroja,  Lange fue destinado con su unidad al Grupo de Ejércitos Norte con destino a la ciudad de Leningrado.
En octubre de 1941, es promovido al grado de Mayor de la reserva del Ejército y se le confiere la comandancia del Regimiento Granaderos n.º 42.
Lange y su unidad entablan intensos combates defensivos en el sector del Lago Ládoga, destacando por su valentía extrema en el campo de batalla en enero de 1943, por estos hechos se le asciende a teniente-coronel y se le concede  la Cruz de Caballero  el 10 de febrero, ese mismo año se le asciende a coronel de reserva (máximo ascenso en la reserva) y se le concede las Hojas de Roble de la Cruz de Caballero, siendo otorgada por el mismo Hitler el 15 de septiembre de 1943.
Es asignado a la comandancia OKH del ejército de Reserva en Berlín y en junio de 1944 es asignado como comandante del Regimiento de Granaderos n.º 43,  es enviado a Francia para contener el avance aliado siendo tomado prisionero por los franceses en julio y conducido a la cautividad como prisionero de guerra.  Fue liberado en 1947.
Lange falleció a los 84 años en Osnabrück, Alemania.